# Otto Bernard Blackwell
Otto Bernard Blackwell (Bourne, 21 de agosto de 1884 — Sands Point, 21 de novembro de 1970) foi um engenheiro elétrico estadunidense.
Conhecido por suas contribuições pioneiras na arte da transmissão telefônica. Recebeu a Medalha Edison IEEE de 1950.